# Szarogłaz

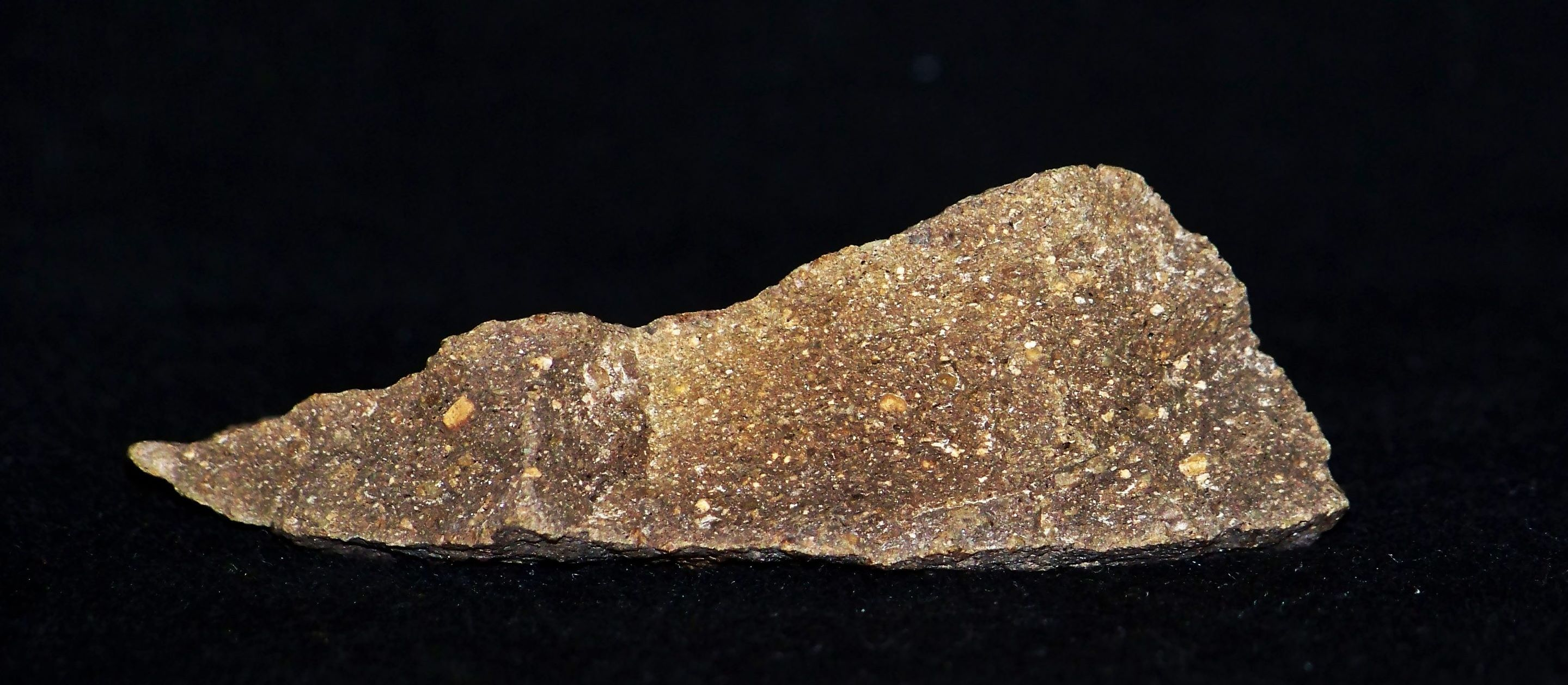
Szarogłaz z łupków sylurskich Gór Świętokrzyskich

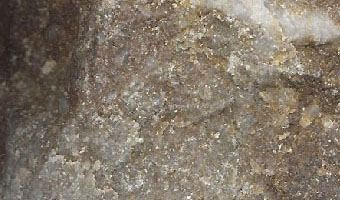
Szarogłaz

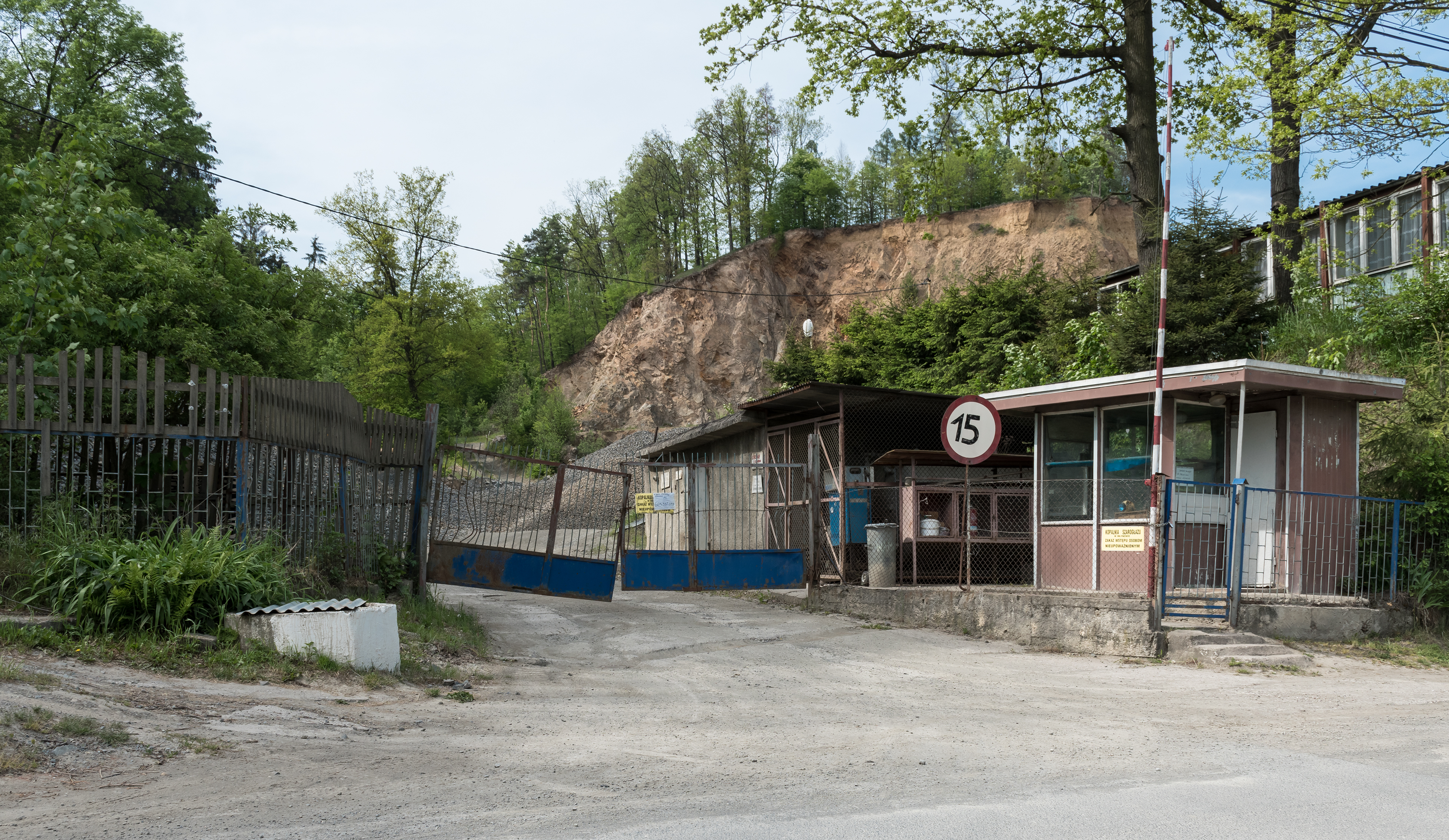
Kopalnia szarogłazu w Młynowie

Szarogłaz (waka, szarowaka, szarowiak) – odmiana piaskowca zawierająca co najmniej 25% okruchów skalnych w materiale detrytycznym (szkielecie ziarnowym). Skała osadowa, okruchowa, zwięzła, masywna, warstwowana lub bezładna zawierająca kwarc oraz ortoklaz, plagioklazy, okruchy i minerały skał krystalicznych: diabazów, melafirów, łupków krystalicznych, skał magmowych i metamorficzne a także minerały ilaste.

## Właściwości
- Nazwa ta jest często nadawana piaskowcom zawierającym źle obtoczony kwarc, nieco skalenia, okruchy mik, łupków i dużo spoiwa ilastego.
  - gdy materiału innego niż kwarc jest niewiele, wyróżnia się "podszarogłazy", stanowiące ogniwo przejściowe do piaskowców kwarcytowych.

- Barwa tych skał, jak sama nazwa wskazuje, jest najczęściej: szara, jasnoszara, a nawet czarna (domieszki substancji bitumicznych); niekiedy zielonawa, niebieskawa, brązowa; w wyniku wietrzenia może być żółta lub czerwona.
- Lepiszcze krzemionkowo-ilaste, ilaste rzadziej wapienne. Niekiedy nie ma zupełnie lepiszcza, poszczególne składniki uległy scementowaniu w sposób mechaniczny wskutek ciśnienia nakładu.
- Zwięzła skała osadowa należąca do grupy skał okruchowych – średniookruchowa i masywna.
- Powstaje w wyniku nagromadzenia materiału pochodzącego z rozkruszenia starszych skał, jego przetransportowania i sedymentacji w środowisku morskim stanowiąc typowy osad geosynklin.

## Występowanie

### Na świecie
W Alpach Wschodnich, na terenie Austrii, między Centralnymi Alpami Wschodnimi a Południowymi Alpami Wapiennymi występuje wąska, lecz bardzo wydłużona jednostka strukturalna zwana strefą szarogłazową, zbudowana w znacznej mierze z szarogłazów.

### W Polsce
Szarogłazy występują w ludlowie Gór Świętokrzyskich. Karbońskie pojawiają się w Sudetach Wschodnich: w okolicach Głuchołaz i Prudnika (zbudowano z nich prudnicki zamek), w Sudetach Środkowych – w Górach Bardzkich (struktura bardzka), w Zagłębiu Wałbrzyskim (niecka śródsudecka). Obecne są również w Karpatach fliszowych.

## Zastosowanie
- przemysł materiałów budowlanych oraz budownictwo drogowe.